# 마리오 데 메오
마리오 데 메오(이탈리아어: Mario De Meo, 1974년 9월 8일~)는 이탈리아의 태권도 선수, 지도자이다. 2000년 하계 올림픽 남자 웰터급에 참가했으며 유럽 선수권 대회에서 은메달 1개를 획득했다.